# Silures Bobo-Dioulasso
Silures Bobo-Dioulasso was een voetbalclub uit de stad Bobo-Dioulasso (Opper-Volta, huidige Burkina Faso) 
De club maakte het mooie weer in de competitie tijdens de jaren 70 toen het zeven maal op rij de landstitel binnen haalde. In 1981 kon de club voor het eerste een bekeroverwinning binnen halen maar in 1982 werd de club opgeheven en hield zo op te bestaan.

## Erelijst
Landskampioen Opper-Volta: 7
1974, 1975, 1976, 1977, 1978, 1979, 1980
Beker van Opper-Volta: 1
1981